# Genesis (sonda espacial)

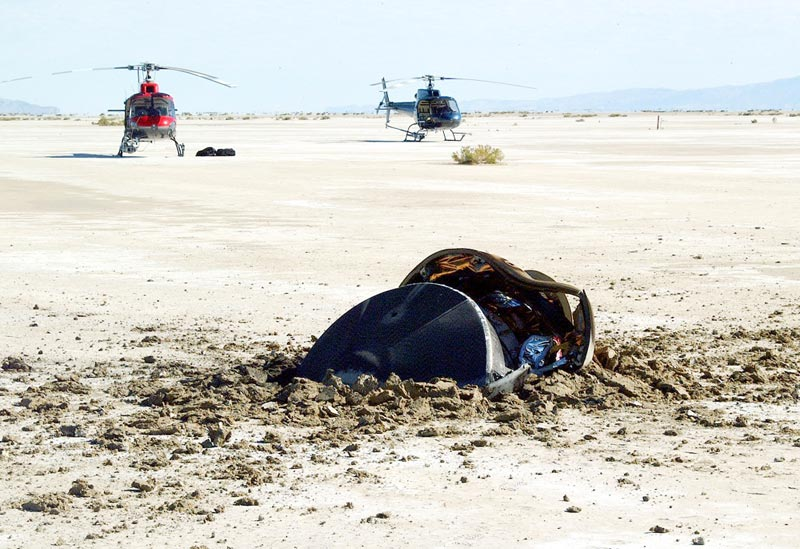
A cápsula de retorno no solo do deserto

A sonda espacial Genesis é uma missão não-tripulada da NASA, gerenciada pelo Jet Propulsion Laboratory - JPL, consistindo na primeira tentativa de se coletar amostras de vento solar e foi a primeira sonda a retornar amostras do espaço, além da órbita da Lua. 
A sonda foi lançada em 8 de Agosto de 2001, e aterrissando violentamente em 8 de Setembro de 2004, devido a uma falha na abertura de seu pára-quedas. A queda acabou contaminando muitas de suas amostras, mas processos laboratoriais subsequentes foram capazes de isolar as amostras e foi anunciado em abril de 2005, que alguns dos objetivos científicos da missão foram atingidos.

## Programa Discovery
A missão Genesis é a quinta missão do programa de exploração espacial da NASA denominado de Programa Discovery. Que é um programa científico que estabeleceu metas para o desenvolvimento de missões de baixo custo para a pesquisa espacial.